# 中華民國海軍技術學校
中華民國海軍技術學校改為（海軍專長訓練中心），是中華民國海軍的教育訓練機構，在海軍士兵、士官之間常簡稱為技校或學校，位於海軍左營基地內，由原「海軍航海學校」、「海軍輪機學校」、「海軍兵器學校」及「海軍通信電子學校」整編而來，專責海軍士兵及士官之基礎教育，隸屬海軍教育訓練暨準則發展指揮部，目前改為是“海軍專長訓練中心”指揮官軍階為鄭乃斌海軍上校。

## 教學單位
- 作戰教學組
- 通資電教學組
- 通識教學組
- 戰系教學組
- 輪電機械教學組
- 後勤補給教學組
- 核生化損管教學組
- 無人航空載具(Unmanned Aerial Vehicle, UAV)教學組

## 沿革
- 1948年3月1日，「海軍軍士學校」於高雄左營成立。
- 1949年7月16日，改編為「海軍士兵學校」。
- 1955年8月1日，配合中華民國國軍實施士官制度，海軍士兵學校改名為「海軍士官學校」。
- 1971年4月1日，海軍士官學校、海軍專科學校、海軍艦隊訓練指揮部岸訓中心等教育訓練單位裁併，海軍士官學校改編為「海軍新兵訓練中心」，海軍艦隊訓練指揮部另成立四個兵科學校：「海軍航海學校」、「海軍輪機學校」、「海軍兵器學校」及「海軍通信電子學校」。
- 1997年8月1日，配合精實案，海軍航海學校、海軍輪機學校、海軍兵器學校及海軍通信電子學校合併成立「海軍技術學校」，隸屬海軍艦隊訓練指揮部。
- 2025年2月21日，為配合即將成立的「海軍濱海作戰指揮部」的組織調整而將海軍技術學校降編為「海軍專長訓練中心」，主官降編為上校軍階。[2]

## 資料來源
- 中華民國海軍 （页面存档备份，存于）